# Масугуми
Масугуми — это система опорных блоков, поддерживающих карниз японских зданий в традиционном стиле (яп. 斗組, также токё:, или кимомоно 組物). Данный архитектурный элемент имеет китайское происхождение, но с момента появления в Японии система неоднократно изменялась и совершенствовалась.

## Функции
Данная система выполняет как практическую функцию (поддержка характерного для японской архитектуры выступающего за рамки основной конструкции здания карниза), так и декоративную.
Крыша, плоскость которой значительно выходит за стены, является отличительной особенностью буддийских храмов. Вес крыши удерживается именно сложной конструкцией масугуми. Кроме того, преимуществом данной системы является внутренняя эластичность, которая минимизирует последствия землетрясений, выступая в качестве амортизатора.

## Конструкция
Простейшая конфигурация масугуми включает один выступающий наружу кронштейн (хидзики) и один несущий блок (масу).
Типы конструкции:

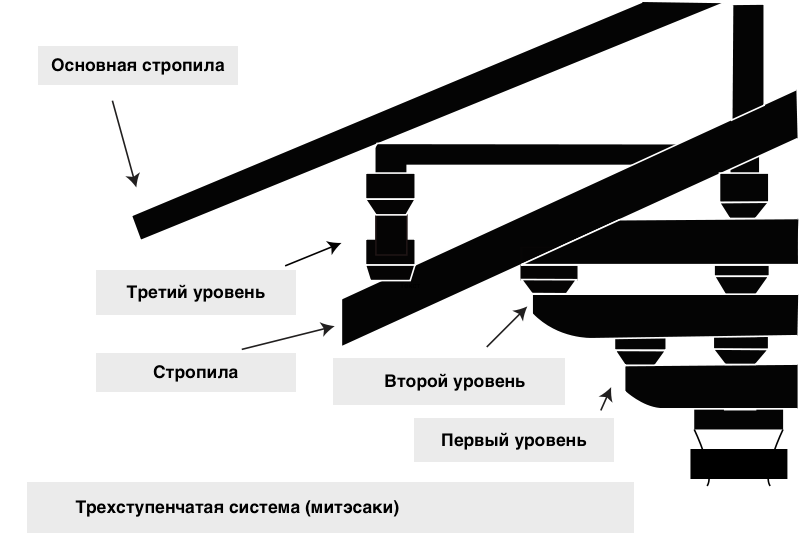

- Футатэсаки (二手先) — самая распространённая двухступенчатая система.
- Митэсаки (三手先) — трёехступенчатая система.

- Ётэсаки — четырёхступенчатая система, которая чаще всего использовалась в верхней части пагод типа тахото (多宝塔).
- Мутэсаки (六手先) — шестиступенчатая система.

- Кумогата (雲形) — система, в которой кронштейн и несущий блок формируют волнообразную форму, похожую на облако. Данная система является уникальным изобретением мастеров периода Асука, а не заимствованием из континентального стиля.
- Цумэгуми (詰組) — система футатэски или митэсаки, устанавливаемые одна за другой и образующие плотный ряд.